# Irena Green

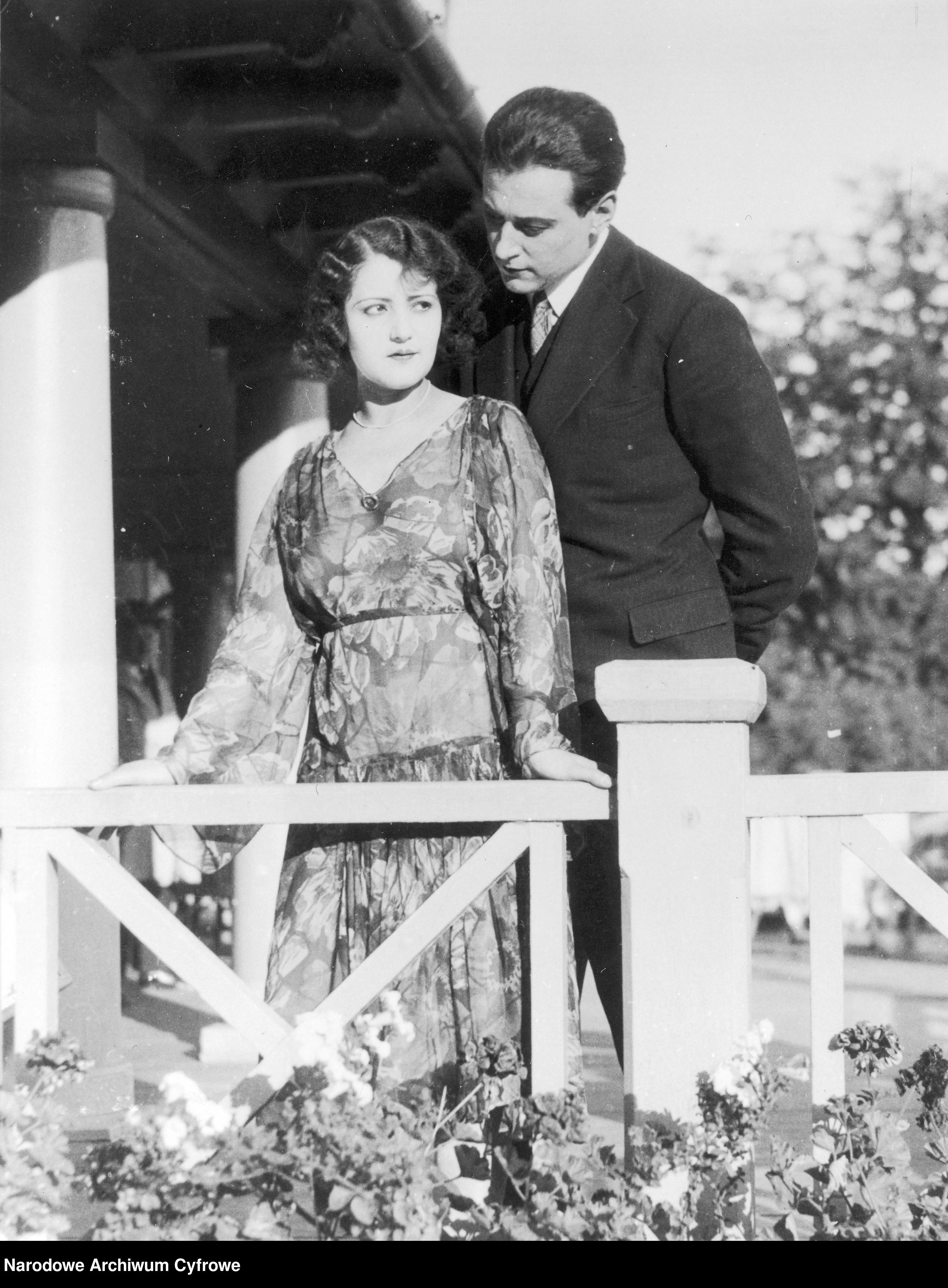
Irma Green i Andrzej Karewicz w jednej ze scen filmu Mascotte

Irena Green lub też Irma Green – polska aktorka aktywna w latach 20. XX wieku.
W 1925 roku uczęszczała do warszawskiej szkoły filmowej „Kinema”. Również w 1925 roku debiutowała w roli Estery, córki Parnesa w filmie Jeden z 36 w reż. Henryka Szaro. Udany debiut sprawił, że została zaangażowana jako aktorka filmowa w Berlinie i wystąpiła w takich niemieckich produkcjach jak Die Temep w reż. Richarda Oswalda, Der Fluch der Vererbung w reż. Adolfa Trotza czy Svengali w reż. Gennaro Righelliego. 
W 1930 roku wcieliła się w rolę Beaty w dramacie obyczajowym pt. Mascotte w reż. Aleksandra Forda. Jej gra aktorska w tym filmie została pozytywnie oceniona w recenzjach na łamach Kuriera Warszawskiego oraz ABC.

## Wybrana filmografia
- Mascotte (reż. Aleksander Ford, 1930; jako Beata)
- Jeden z 36 (reż. Henryk Szaro, 1925; jako Estera)